# Valle di Scalve
Het Val le di Scalve is een Italiaans bergdal in de regio Lombardije (provincies Bergamo en Brescia). Het opent zich ten westen van de plaats  Darfo Boario Terme en loopt uit op de Vivionepas die de verbinding vormt met het noordelijke Val Camonica. Het hoofddal is uitgesleten door de rivier de Dezzo die via de Oglio in de Po uitstroomt. 
In het zuidelijkste deel van de vallei heeft de rivier de Dezzo een woeste kloof uitgesleten. Hier is naast de rivier nog maar net plaats voor een weg. Deze wordt de Via Mala genoemd. 's Winters kan het traject gevaarlijk zijn als de enorme ijspegels die aan de rotsen hangen omlaag dreigen te vallen. Aan het einde van de kilometerslange kloof ligt de provinciegrens Brescia-Bergamo.
In het centrale deel liggen de meeste plaatsen waarvan de grootste Schilpario is. Vanuit Azzone leidt via Colere een weg naar de 1297 meter hoge Presolanapas. Het dal ligt te midden van het uitgestrekte regionale natuurpark Orobie Bergamasche.

## Gemeenten in Valle di Scalve
- Schilpario
- Colere
- Azzone
- Vilminore di Scalve

## Hoogste bergtoppen
- Pizzo della Presolana 2521 m
- Monte Gleno 2883 m